# Campionato Roraimense 2023
Il Campionato Roraimense 2023 è stata la 68ª edizione della massima serie del campionato roraimense. La stagione è iniziata il 12 marzo 2023 e si è conclusa il 24 maggio successivo.

## Stagione

### Novità
Sono state ammesse alla stagione 2023 il GAS, il Progresso e il River-RR, assenti nella passata stagione.

### Formato
Il torneo si svolge in due turni: il primo è composto da due gironi: uno da cinque, l'altro da quattro. Le prime due classificate di tali gironi, accedono alla fase finale che decreterà la vincitrice della prima parte del campionato. Lo stesso format vale anche per il secondo turno.
Le squadre vincitrici dei due turni, si affronteranno in un match singolo per decretare la vincitrice del Campionato Roraimense. Nel caso una squadra abbia vinto ambedue i turni, sarà questa ad essere decretata vincitrice del campionato.
La formazione vincitrice, potrà partecipare alla Série D 2024, alla Coppa del Brasile 2024 e alla Copa Verde 2024. La seconda classificata solo alla Série D.

## Risultati

### Primo turno

#### Fase a gironi
Gruppo A
|  | Pos. | Squadra          | Pt | G | V | N | P | GF | GS | DR  |
|  | ---- | ---------------- | -- | - | - | - | - | -- | -- | --- |
|  | 1.   | GAS              | 12 | 4 | 4 | 0 | 0 | 18 | 6  | +12 |
|  | 2.   | Náutico-RR       | 7  | 4 | 2 | 1 | 1 | 11 | 6  | +5  |
|  | 3.   | Baré             | 5  | 4 | 1 | 2 | 1 | 5  | 6  | -1  |
|  | 4    | Atlético Roraima | 3  | 4 | 1 | 0 | 3 | 8  | 10 | -2  |
|  | 5.   | Rio Negro-RR     | 1  | 4 | 0 | 1 | 3 | 1  | 15 | -14 |

Legenda:
      Ammessa alla fase finale.
Note:
Tre punti a vittoria, uno a pareggio, zero a sconfitta.
Gruppo B
|  | Pos. | Squadra          | Pt | G | V | N | P | GF | GS | DR |
|  | ---- | ---------------- | -- | - | - | - | - | -- | -- | -- |
|  | 1.   | São Raimundo-RR  | 7  | 3 | 2 | 1 | 0 | 10 | 1  | +9 |
|  | 2.   | Real-RR          | 7  | 3 | 2 | 1 | 0 | 4  | 1  | +3 |
|  | 3.   | River-RR         | 3  | 3 | 1 | 0 | 2 | 5  | 8  | -3 |
|  | 4    | Atlético Roraima | 0  | 3 | 0 | 0 | 3 | 1  | 10 | -9 |

Legenda:
      Ammessa alla fase finale.
Note:
Tre punti a vittoria, uno a pareggio, zero a sconfitta.

#### Fase finale
|  | Semifinali | Semifinali      | Semifinali |                 |    | Finale | Finale | Finale |  |
|  |            |                 |            |                 |    |        |        |        |  |
|  | 1A         | GAS             | 3          |                 |    |        |        |        |  |
|  | 1A         | GAS             | 3          |                 |    |        |        |        |  |
|  | 2B         | Real-RR         | 2          |                 |    |        |        |        |  |
|  | 2B         | Real-RR         | 2          |                 | 1A | GAS    | 0      |        |  |
|  |            |                 |            |                 | 1A | GAS    | 0      |        |  |
|  |            |                 | 1B         | São Raimundo-RR | 2  |        |        |        |  |
|  | 1B         | São Raimundo-RR | 1B         | São Raimundo-RR | 2  | 1      |        |        |  |
|  | 1B         | São Raimundo-RR |            |                 |    |        |        |        |  |
|  | 2A         | Náutico-RR      | 0          |                 |    |        |        |        |  |

### Secondo turno

#### Fase a gironi
Gruppo A
|  | Pos. | Squadra          | Pt | G | V | N | P | GF | GS | DR |
|  | ---- | ---------------- | -- | - | - | - | - | -- | -- | -- |
|  | 1.   | GAS              | 7  | 4 | 2 | 1 | 1 | 6  | 3  | +3 |
|  | 2.   | Atlético Roraima | 7  | 4 | 2 | 1 | 1 | 4  | 4  | 0  |
|  | 3.   | Náutico-RR       | 7  | 4 | 2 | 1 | 1 | 14 | 12 | +2 |
|  | 4    | Rio Negro-RR     | 4  | 4 | 1 | 1 | 2 | 6  | 12 | -6 |
|  | 5.   | Baré             | 3  | 4 | 1 | 0 | 3 | 4  | 9  | -5 |

Legenda:
      Ammessa alla fase finale.
Note:
Tre punti a vittoria, uno a pareggio, zero a sconfitta.
Gruppo B
|  | Pos. | Squadra         | Pt | G | V | N | P | GF | GS | DR  |
|  | ---- | --------------- | -- | - | - | - | - | -- | -- | --- |
|  | 1.   | São Raimundo-RR | 13 | 5 | 4 | 1 | 0 | 13 | 0  | +13 |
|  | 2.   | Real-RR         | 11 | 5 | 3 | 2 | 0 | 14 | 5  | +9  |
|  | 3.   | River-RR        | 3  | 5 | 1 | 0 | 4 | 5  | 13 | -8  |
|  | 4    | Progresso       | 1  | 5 | 0 | 1 | 4 | 8  | 16 | -8  |

Legenda:
      Ammessa alla fase finale.
Note:
Tre punti a vittoria, uno a pareggio, zero a sconfitta.

#### Fase finale
|  | Semifinali | Semifinali       | Semifinali |         |       | Finale                | Finale | Finale |  |
|  |            |                  |            |         |       |                       |        |        |  |
|  | 1B         | São Raimundo-RR  | 4          |         |       |                       |        |        |  |
|  | 1B         | São Raimundo-RR  | 4          |         |       |                       |        |        |  |
|  | 2A         | Atlético Roraima | 2          |         |       |                       |        |        |  |
|  | 2A         | Atlético Roraima | 2          |         | 1B    | São Raimundo-RR (dtr) | 2 (4)  |        |  |
|  |            |                  |            |         | 1B    | São Raimundo-RR (dtr) | 2 (4)  |        |  |
|  |            |                  | 2B         | Real-RR | 2 (2) |                       |        |        |  |
|  | 1A         | GAS              | 2B         | Real-RR | 2 (2) | 2 (1)                 |        |        |  |
|  | 1A         | GAS              |            |         |       |                       |        |        |  |
|  | 2B         | Real-RR (dtr)    | 2 (4)      |         |       |                       |        |        |  |

## Classifica generale
|  | Pos. | Squadra          | Pt | G  | V | N | P | GF | GS | DR  |
|  | ---- | ---------------- | -- | -- | - | - | - | -- | -- | --- |
|  | 1.   | São Raimundo-RR  | 30 | 12 | 9 | 3 | 0 | 32 | 5  | +27 |
|  | 2.   | GAS              | 23 | 11 | 7 | 2 | 2 | 29 | 15 | +14 |
|  | 3.   | Real-RR          | 20 | 11 | 5 | 5 | 1 | 24 | 13 | +11 |
|  | 4.   | Náutico-RR       | 14 | 9  | 4 | 2 | 3 | 25 | 19 | +6  |
|  | 5.   | Atlético Roraima | 10 | 9  | 3 | 1 | 5 | 14 | 18 | -4  |
|  | 6.   | Baré             | 8  | 8  | 2 | 2 | 4 | 9  | 15 | -6  |
|  | 7.   | River-RR         | 6  | 8  | 2 | 0 | 6 | 10 | 21 | -11 |
|  | 8.   | Rio Negro-RR     | 5  | 8  | 1 | 2 | 5 | 7  | 27 | -20 |
|  | 9.   | Progresso        | 1  | 8  | 0 | 1 | 7 | 9  | 26 | -17 |

Legenda:

      Vincitore del Campionato Roraimense 2023 e qualificato per la Coppa del Brasile 2025, il Campeonato Brasileiro Série D 2025 e la Copa Verde 2025.
      Qualificato per il Coppa del Brasile 2025.